# Illinois Express
Gli Illinois Express sono stati una franchigia di pallacanestro della World Basketball League, con sede a Springfield, in Illinois, attivi tra il 1988 e il 1990.
Nacquero come Chicago Express nel 1988 a Chicago. Dopo la prima stagione si trasferirono a Springfield, assumendo la denominazione di Illinois Express. Scomparvero dopo la stagione 1990.

## Stagioni
| Stagione | Lega | Denominazione    | V  | P  | %    | Piazzamento | Play-off    |
| -------- | ---- | ---------------- | -- | -- | ---- | ----------- | ----------- |
| 1988     | WBL  | Chicago Express  | 27 | 27 | 50,0 | 4º          | Finale      |
| 1989     | WBL  | Illinois Express | 29 | 15 | 65,9 | 3º          | Semifinale  |
| 1990     | WBL  | Illinois Express | 27 | 19 | 58,7 | 4º          | Primo turno |